# آرثر إسحاق
آرثر إسحاق (بالإنجليزية: Arthur Isaac)‏ (1 يناير 1902 بسوانزي في المملكة المتحدة - ) هو مدرب كرة قدم ولاعب كرة قدم ويلزي في مركز مهاجم داخلي. لعب مع إيبسويتش تاون ونادي برينتفورد وCorinthian F.C. ‏ ونادي كامبريدج ستي وCasuals F.C. ‏.